# 90號書冊

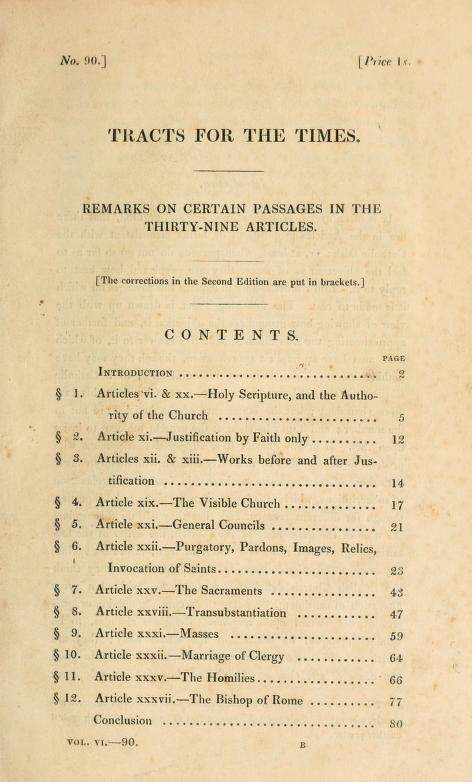
《90號書冊》原本書影印本

《90號書冊》（英語：Tract 90）是時為聖公宗（英國國教會）牧師的若望·亨利·紐曼發表於1841年的一篇主張在聖公宗內部恢復天主教傳統的神學文章。在90號書冊中，紐曼對聖公宗的《三十九條信綱》作出了自己的解讀，並且認為《三十九條信綱》與天主教傳統並無本質上的矛盾，《信綱》只是指出了宗教改革時期天主教會內部的一些錯誤信仰實踐。

## 內容
在《90號書冊》中，紐曼指出激進的宗教改革理念否認教會的權威而主張「唯獨聖經」，但新教教會指定《舊約聖經》中哪些經卷是正典、哪些是「次經」本身就是一種教會權威的體現。另外，紐曼又指出，《信綱》第二十二條只是反對「以（當時）羅馬教會」對聖體聖事（化質說）、煉獄、告解、跪拜聖像、敬禮聖髑一類信條的解釋，而不是反對這些信條本身。同時，紐曼又在文中引用基督教早期教父的一些觀點，認為煉獄只是一種升入天堂前最後的煉淨。

## 影響
《90號書冊》中體現了對聖經作出更具彈性解讀的思想。《90號書冊》也促成了基督教社會主義運動的興起。另一方面，《90號書冊》的出版使紐曼在英國國教會內部被視為親羅派而受到國教會內福音派教士的圍攻。紐曼自己表示，在出版《90號書冊》後，他在英國國教會內的地位已是岌岌可危。《90號書冊》問世不久後，紐曼迫於壓力改宗天主教，後來被教宗擢升為樞機。紐曼在《90號書冊》中的許多思想後來在天主教的梵蒂岡第二次大公會議中得到天主教的正式採納。紐曼最後於2010年宣福、2019年被正式封聖，成為天主教聖人。

## 外部連結
- 90號書冊原文 （页面存档备份，存于）（英文）